# Dromopoda
Dromopoda – takson stawonogów z gromady pajęczaków, obejmujący skorpiony, kosarze, zaleszczotki i solfugi.
Dromopoda wyróżniają się odnóżami ze stawami między udem a rzepką oraz między rzepką a goleniem zaopatrzonymi w mięśnie prostowniki i o specyficznej budowie, np. łączenie uda i rzepki jest poprzecznie dwukłykciowe, łączenie rzepki i goleni jest formy uproszczonej dwukłyciowej. Ponadto uda drugiej i trzeciej pary odnóży są, oprócz solfug, niepodzielone. Z wyjątkiem solfug przez karapaks biegnie poprzeczna bruzda odpowiadająca granicy między tergitami pierwotnych segmentów prosomy. Wszystkie grupy mają specyficzne narządy przedgębowe, u skorpionów i kosarzy jest to stomoteka, a u zaleszczotków i solfug rostrosoma.
Takson ten został wprowadzony w 1990 roku Jeffreya W. Shultza. W wynikach jego analizy filogenetycznej Dromopoda zajęły siostrzaną pozycję względem pozostałych pajęczaków, zgrupowanych w kladzie Micrura. W obrębie Dromopoda zaleszczotki i solfugi tworzyły klad Haplocnemata, który tworzył wraz ze skorpionami klad Novogenuata, podczas gdy kosarze miały pozycję bazalną. Monofiletyzm Dromopoda, Novogenuata i Haplocnemata rozpoznany został również w wynikach W.C. Wheelera i Cheryl Hayashi z 1998 oraz Gonzalo Giribeta i innych z 2002. Analiza J.W. Shultza z 2007 również rozpoznała Dromopoda, jednak jako grupę siostrzaną dla Haplocnemata wskazała nierozpoznawany we wcześniejszych analizach klad Stomothecata (skorpiony i kosarze). Monofiletyzmowi Dromopoda oraz Haplocnemata przeczą natomiast wyniki nowszych analiz filogenetycznych: Mirosławy Dabert i innych z 2010 (roztocze difiletyczne; Acariformes siostrzane dla solfug, a Parasitiformes dla zaleszczotków), Almira Pepato i innych z 2010 (Acariformes siostrzane dla solfug, tworzące z nimi Poecilophysidea), A. Pepato i Pavla Klimova z 2015 (również monofiletyczne Poecilophysidea), Russella Garwooda i Jasona Dunlopa z 2014 (solfugi zajmują pozycję siostrzaną dla Acariformes) oraz Jesúsa Ballesterosa i Prashanta Sharmy z 2019 (zaleszczotki w pozycji siostrzanej dla Acariformes).